# Gradišče pri Trebnjem
Gradišče pri Trebnjem este o localitate din comuna Trebnje, Slovenia, cu o populație de 71 de locuitori.